# Franciszek Świder
Franciszek Świder (ur. 27 stycznia 1911 w Karwinie, zm. 22 marca 1997 tamże) – polski artysta malarz i rzeźbiarz działający na czeskim Śląsku Cieszyńskim.

## Życiorys
Miał dwóch braci i jedną siostrę. Ojciec Jan pochodził z Golcowa i był robotnikiem w koksowni Hohenegger w Karwinie. Matka, Teresa z domu Kobielusz pochodziła z Bulowic i zajmowała się gospodarstwem i wychowaniem dzieci. Świder po ukończeniu szkoły wydziałowej w Karwinie studiował w Krakowie w Państwowej Szkole Sztuk Zdobniczych i Przemysłu – dział malarstwa i dekoracji. Studia ukończył w roku 1932. Dalsze studia kontynuował w Pradze, najpierw w Szkole Przemysłu Artystycznego, a następnie w Akademii Sztuk Pięknych, którą ukończył w 1937 roku. Specjalizował się w sztuce monumentalnej – pomnikach, rzeźbie, malarstwie ściennym. Pierwszy rok II wojny światowej spędził we wschodniej Polsce. Po powrocie do Karwiny utrzymywał się z pracy fizycznej, pracując jako robotnik w firmie Herman Faber. Nie zajmował się sztuką. Dopiero po wojnie powrócił do twórczości artystycznej. Brał udział w powołaniu do życia Sekcji Literacko-Artystycznej Polskiego Związku Kulturalno-Oświatowego. Współpracował z PZKO ilustrując m.in. „Zwrot” oraz inne wydawnictwa związku. Był członkiem Związku Czechosłowackich Artystów Plastyków. Jako artysta urodzony w karwińskiej kolonii górniczej należał do ludzi bardzo skromnych i pracowitych. Szczerość i prostolinijność w jego wypowiedziach nie zawsze były przyjmowane ze zrozumieniem. Zawsze krytykował zarozumiałość i niesprawiedliwość, bo też często czuł się i był pokrzywdzony. Należał do czołówki artystów pochodzących ze Śląska Cieszyńskiego.

## Twórczość
Był artystą wszechstronnym – uprawiał malarstwo olejne, akwarelę, rysunek, rzeźbę monumentalną, malarstwo ścienne, witraż, sgraffito.

### Okres międzywojenny
- Obrazy- Ondraszek, Śpiący rycerze na Czantorii
- Rzeźby- Ondraszek i Juraszek
- Malowidło ścienne wykonane w polskiej szkole podstawowej w Suchej Górnej w 1933 r.
- Ilustracje do tomiku poezji Pawła Kubisza Przednówek oraz tomiku wierszy Pawła Kubisza Rapsod o Oszeldzie.

Swoją twórczość prezentował na:
- wystawie Macierzy Szkolnej w Czeskim Cieszynie w r.1937 (23 obrazy olejne, tempery i płaskorzeźby oraz grafiki)
- wystawie w Cieszynie w r.1939, prezentującej dorobek artystów Zaolzia pokazał aż 89 swoich prac[2]

### Okres powojenny
Swoją twórczość prezentował na:
- dwóch wspólnych wystawach z Rudolfem Żebrokiem, w praskiej galerii „Jizdáma” (1952 i 1953),
- wystawie z okazji Międzynarodowego Dnia Dziecka w Muzeum w Czeskim Cieszynie (1977),
- objazdowej wystawie w Polskim Ośrodku Kultury w Pradze, Przeworsku, Warszawie, Opolu i Krakowie (1978-9).
- wystawie objazdowej Polscy artyści ze Zaolzia (1995) prezentowanej w Bielsku-Białej, Sułkowicach, Krakowie, Pradze, Ostrawie, Bratysławie i Wiedniu

W 1949 r. wyrzeźbił monumentalny Pomnik Ofiar Tragedii Żywocickiej (Matka walcząca).
Pomniki jego autorstwa poświęcone ofiarom II wojny światowej znajdują się w Karwinie (Walka o pokój, 1952), Trzyńcu (Pomnik ofiarom faszyzmu, 1953), Nydku (Pomnik partyzantom II wojny światowej, 1966), Cierlicku (Pomnik więźniom politycznym,1967), Ropicy (Pomnik więźniom politycznym, 1968), Lesznej (Pomnik ofiarom II wojny światowej, 1968).
W roku 1953 we współpracy z Rudolfem Żebrokiem, wykonał w hotelu „Piast” w Czeskim Cieszynie malowidło ścienne „Brygada kulturalna”. Fresk uległ jednak zniszczeniu. W hawierzowskim ośrodku zdrowia namalował obraz pielęgniarki z dziećmi, natomiast w kinie „Radość” w roku 1955 wytworzył malowidła do witraży i obraz o założeniu miasta.
Sgraffito artysty z roku 1957 zdobi budynek polskiego gimnazjum w Czeskim Cieszynie, sgraffito na czeskim gimnazjum w Ostrawie z roku 1958 zostało po roku 1990 zlikwidowane.
Wspólnie z Żebrokiem zajmował się malarstwem sakralnym oraz odrestaurowywaniem wnętrz kościołów w Skrzeczoniu, Marklowicach i Łąkach.
Świder jest także autorem 14 płaskorzeźb Drogi Krzyżowej, które znajdują się w kościele św. Wawrzyńca na cierlickim Kościelcu.
W jego dorobku nie brak również witraży. Dla kopalni ACS w Karwinie wykonał monumentalną metaloplastykę, która w roku 1993 została zlikwidowana. Malował również portrety oraz pejzaże, w których unaocznia się perfekcyjne opanowanie techniki malarskiej i niezwykłe użycie kolorów.

W latach 1993–1994 odrestaurował w polskiej szkole w Suchej Górnej własne malowidło ścienne zamalowane w czasie wojny przez Niemców. Tematem obrazu jest droga uczniów do szkoły. Artyście udało się go odrestaurować tymi samymi farbami, którymi malował je pierwszy raz. Jest to fresk o długości 6,5 metra, składający się z trzech części i zajmujący powierzchnię 11,5 m². W 1992 r. jeszcze za życia artysty, zorganizowano w Miejskim Domu Kultury w Karwinie-Nowym Mieście retrospektywną wystawę dorobku artysty. Profesor Wiktor Zin po wizycie w domu artysty między innymi powiedział: 

„Jest on wybitnie uczulony na piękno przyrody, na zmianę pór roku, światła słonecznego, na brutalność ludzką w stosunku do krajobrazu….sądzę, gdyby jego obrazy pokazać w Krakowie wielu ludzi starszych sądziłoby, że oto odnaleziony został nieznany Mehoffer, Wyczółkowski, Wyspiański….smutne to, iż artysta tej miary, który całe życie poszukiwał, został zapomniany”.

Za swą twórczość artysta uzyskał szereg odznaczeń państwowych polskich i czeskich.
Franciszek Świder zmarł 22 marca 1997 roku w Karwinie, pochowany został na cmentarzu w Karwinie-Kopalniach
Dnia 19 listopada 2011 roku, w setną rocznicę urodzin artysty, w Muzeum Śląska Cieszyńskiego została otwarta wystawa Franciszek Świder i jego dzieło.

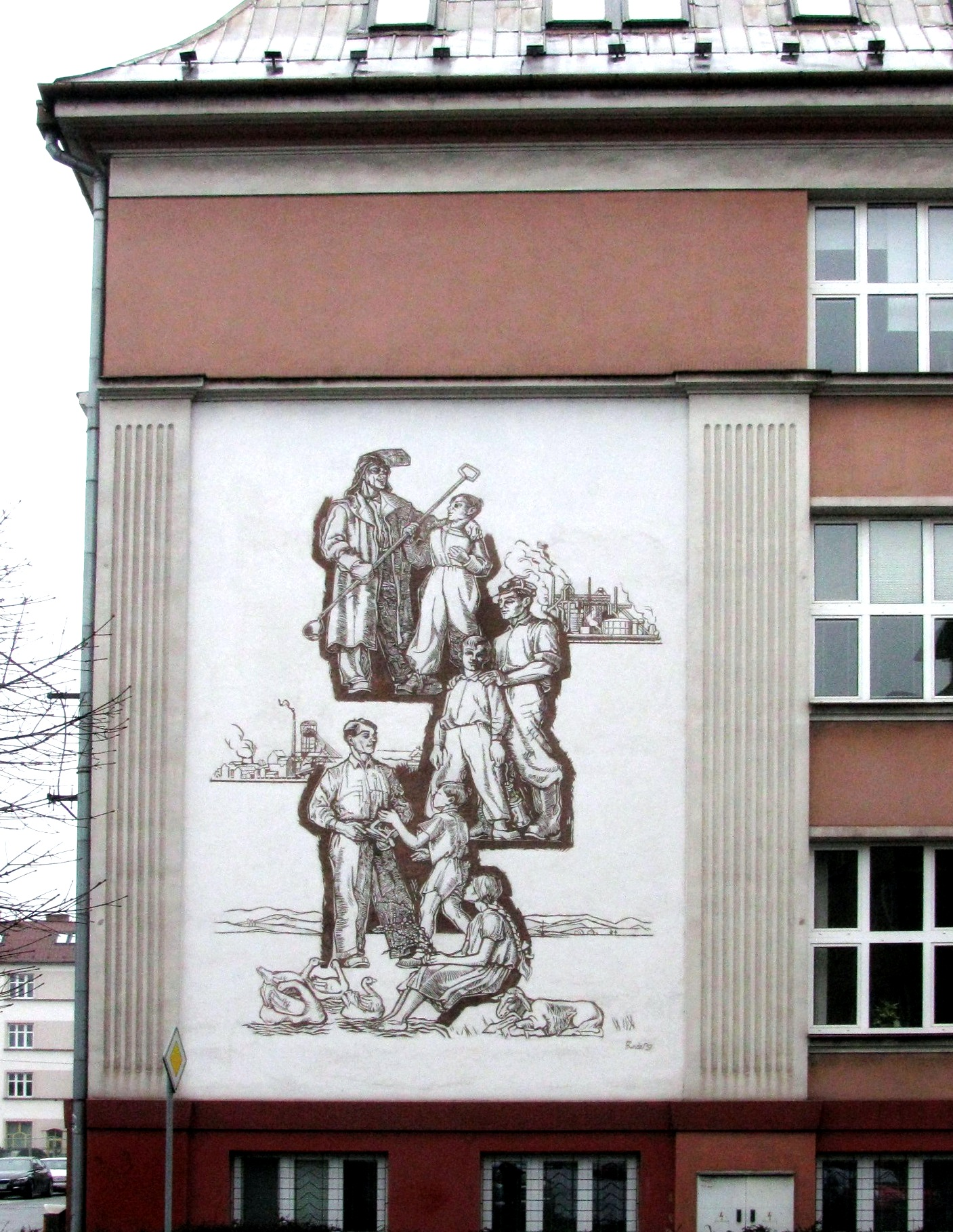
Sgraffito na polskiej szkole w Czeskim Cieszynie
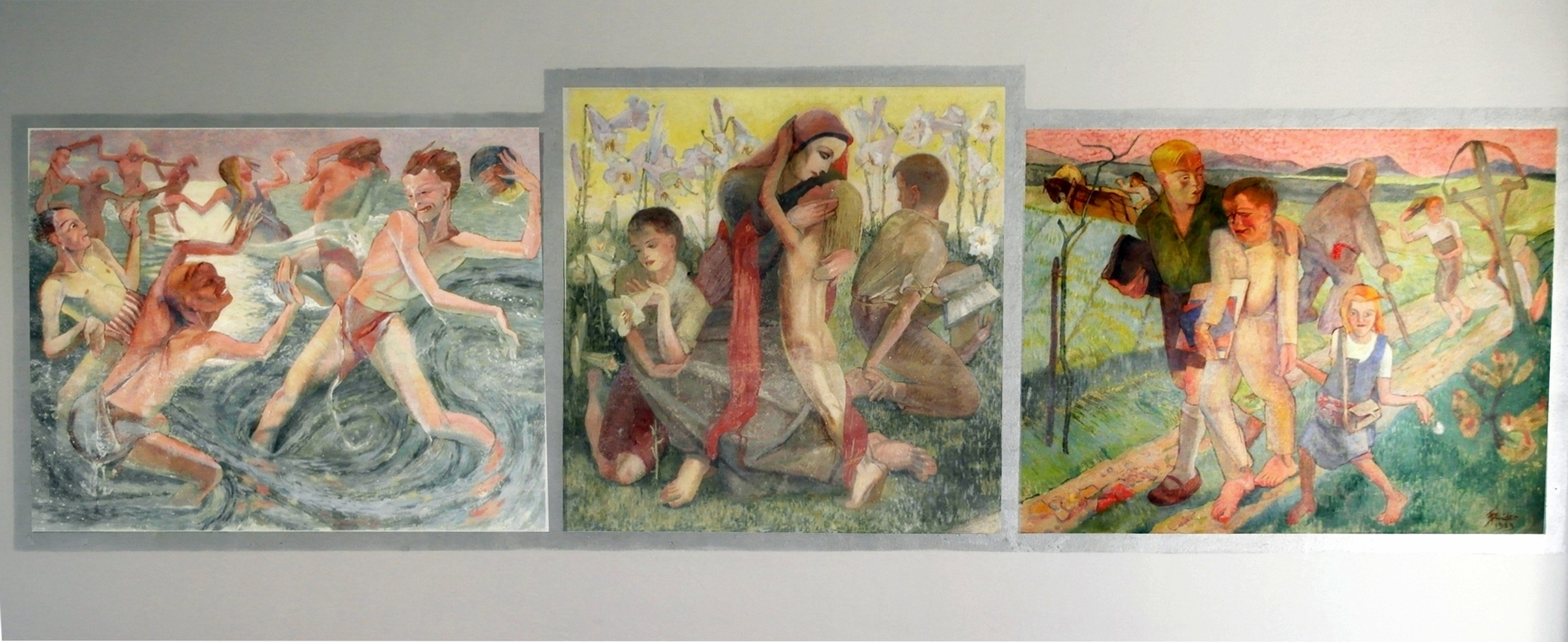
Tryptych na ścianie w polskiej szkole w Górnej Suchej
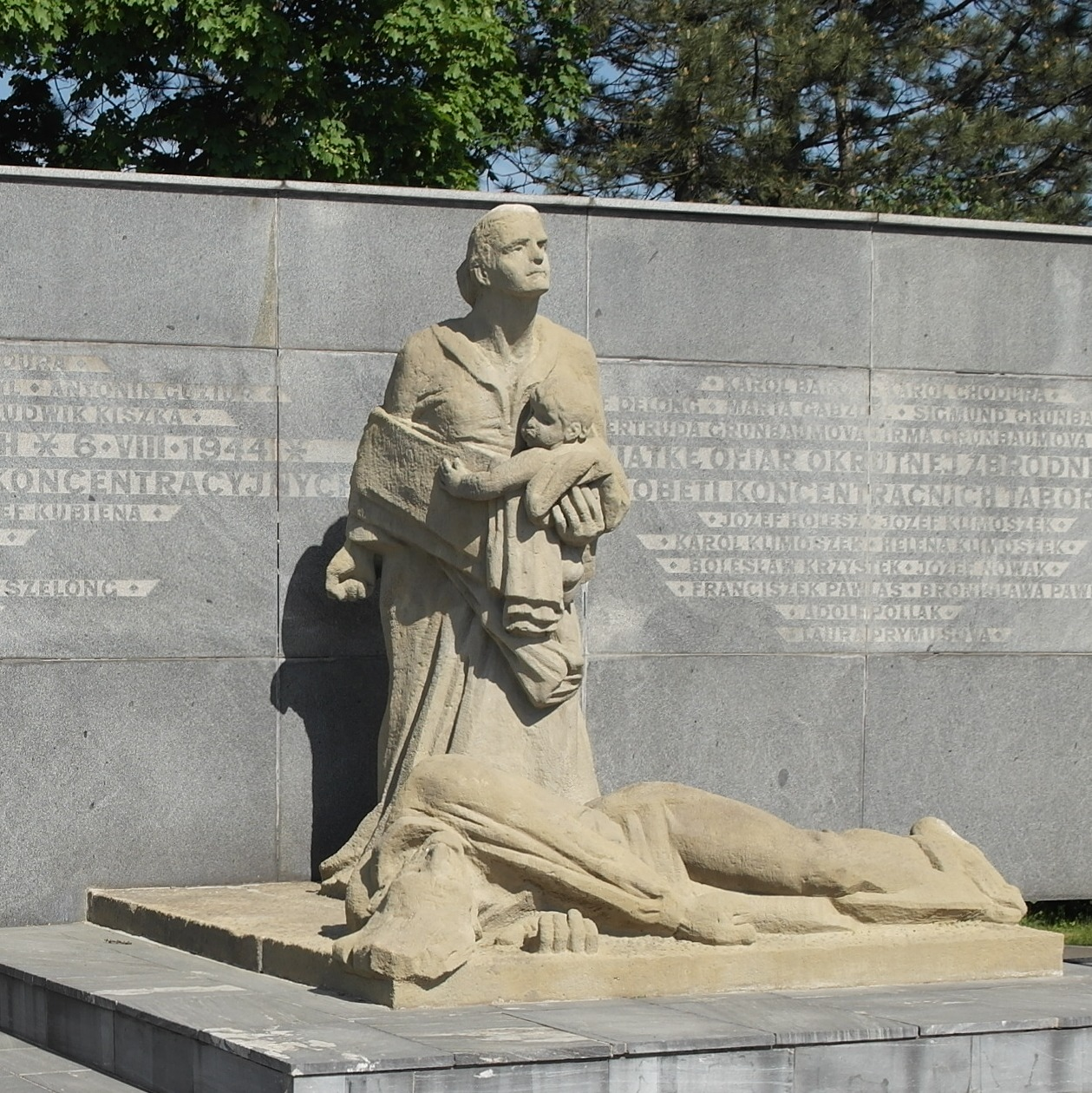
Pomnik tragedii żywocickiej
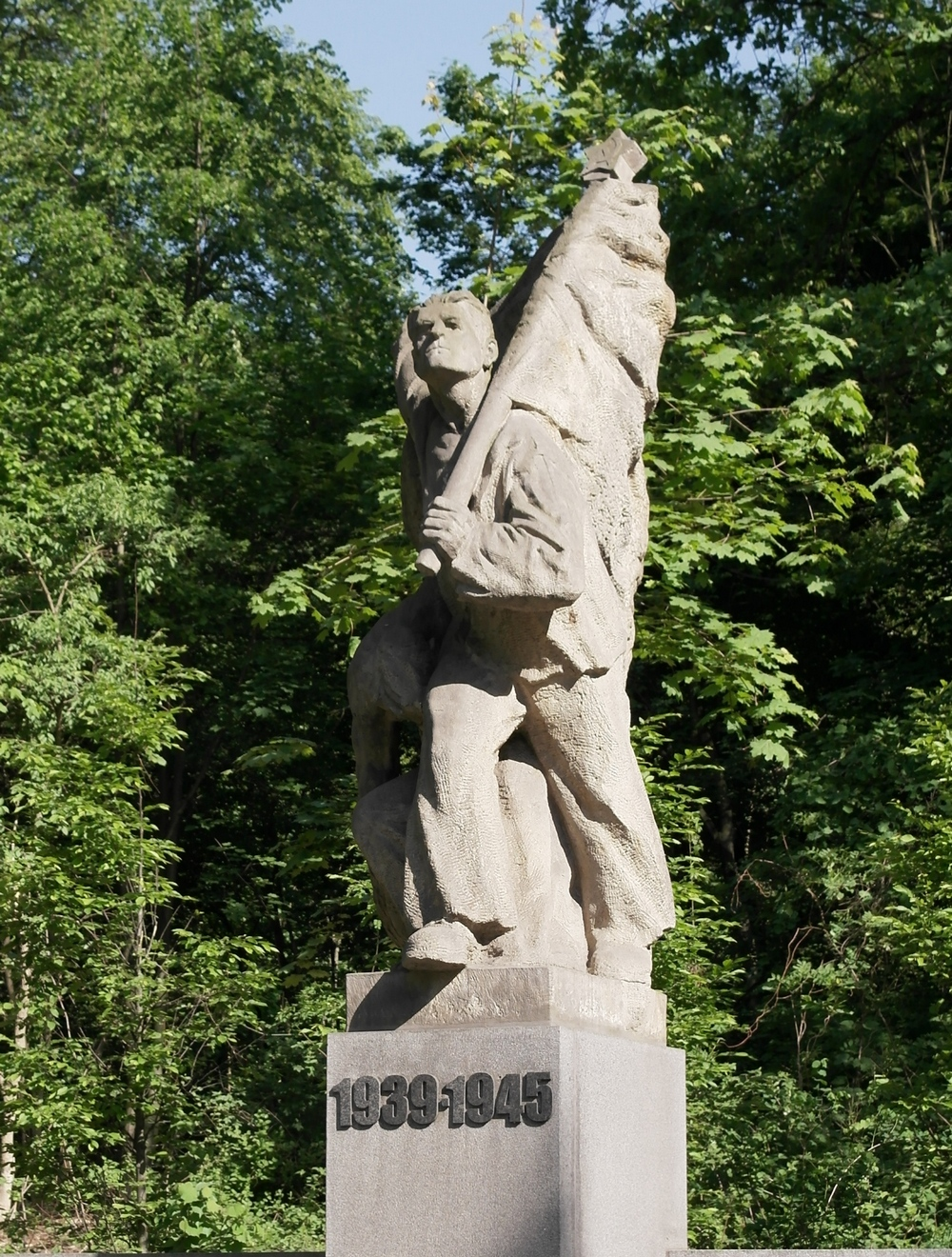
Pomnik ofiarom faszyzmu w Karwinie

## Literatura
- Leksykon PZKO, red. M. Radłowska-Obrusník, O. Toboła, Czesk Cieszyn 1997, s. 234
- Golec J., Bojda S., Słownik biograficzny Ziemi Cieszyńskiej, t. 3, Cieszyn 1998, s. 243–244;
- Purzycka I., Polscy artyści na Zaolziu 1945–1995, Bielsko-Biała 1995, s. 68
- Kolektyw, Leksykon Polaków w Republice Czeskiej i Republice Słowackiej tom II s.422-423
- J.Kazik: Profesor Wiktor Zin u Franciszka Świdra, Zwrot 12/1992 s.7,8